# Dame N'Doye
Dame N'Doye (Thiès, 21 febbraio 1985) è un ex calciatore senegalese, di ruolo attaccante.

## Biografia
Ha un fratello maggiore, Ousmane N'Doye, anch'egli calciatore professionista.

## Caratteristiche tecniche
All'inizio della sua carriera giocava come centrocampista centrale offensivo. Al suo arrivo in Europa i suoi allenatori lo hanno sempre più spesso utilizzato nel ruolo di attaccante.

## Carriera

### Club
Ha iniziato la sua carriera crescendo nelle giovani della squadra senegalese ASC Jeanne d'Arc (Association Sportive et Culturelle Jeanne d'Arc). Nella squadra di Dakar ha militato per tre anni, dal 2003 al 2006.
Nel 2006 si trasferisce in Qatar, per andare a giocare nell'Al-Sadd.
In Europa arriva nella stagione 2006-2007, quando il presidente dell'Académica de Coimbra, José Eduardo Simões, decide di portarlo in Portogallo. Nella Primeira Liga disputa 24 partite e segna 4 reti. Al termine del campionato il Panathīnaïkos lo acquista per 800.000 euro.
Alla sua prima stagione nel campionato greco veste in 23 occasioni la maglia della squadra ateniese e segna tre reti. In seguito viene ceduto all'OFI Creta.
Nella stagione 2010-2011, in forza al Football Club København, si riesce a qualificare con la sua squadra alla fase finale della UEFA Champions League 2010-2011 e si rende decisivo nel passaggio della fase a gironi perché realizza il gol vittoria contro il Rubin Kazan' nello scadere e segna anche nella partita vinta per 2-0 nei confronti del Panathinaikos. Inoltre vince per la seconda volta la Superligaen e ne diventa capocannoniere con 25 gol. Nella stagione seguente non riesce a vincere il campionato ma diventa lo stesso capocannoniere per la seconda volta consecutiva. In compenso riesce a vincere la coppa nazionale.

#### Lokomotiv Mosca
Il 25 luglio 2012 viene acquistato dalla Lokomotiv Mosca per circa 4,5 milioni di euro. L'11 agosto seguente fa il suo debutto nel campionato russo, durante la partita pareggiata per 2-2 contro l'Alanija Vladikavkaz. Il 25 agosto realizza il suo primo gol stagionale nella sconfitta per 2-3 nel derby contro la Dinamo Mosca.

#### Hull City
Il 2 febbraio 2015 viene acquistato dagli inglesi dell'Hull City. Il 7 febbraio fa il suo esordio con la nuova maglia, nel pareggio per 1-1 sul campo del Manchester City, subentrando a Gastòn Ramìrez al 75º minuto. Tre giorni più tardi segna il suo primo gol con i Tigers, nella vittoria per 2-0 contro l'Aston Villa. Il 25 aprile realizza la sua prima doppietta in Premier League, nel match vinto per 2-0 contro il Crystal Palace a Selhurst Park.

#### Trabzonspor
Il 10 agosto 2015 viene ceduto a titolo definitivo ai turchi del Trabzonspor.

### Nazionale
Il 9 febbraio 2011 esordisce con la nazionale realizzando anche un gol, nella partita amichevole vinta per 3 a 0 contro la Guinea.

## Statistiche

### Cronologia presenze e reti in nazionale
| Cronologia completa delle presenze e delle reti in nazionale ― Senegal | Cronologia completa delle presenze e delle reti in nazionale ― Senegal | Cronologia completa delle presenze e delle reti in nazionale ― Senegal | Cronologia completa delle presenze e delle reti in nazionale ― Senegal | Cronologia completa delle presenze e delle reti in nazionale ― Senegal | Cronologia completa delle presenze e delle reti in nazionale ― Senegal | Cronologia completa delle presenze e delle reti in nazionale ― Senegal | Cronologia completa delle presenze e delle reti in nazionale ― Senegal |
| Data                                                                   | Città                                                                  | In casa                                                                | Risultato                                                              | Ospiti                                                                 | Competizione                                                           | Reti                                                                   | Note                                                                   |
| ---------------------------------------------------------------------- | ---------------------------------------------------------------------- | ---------------------------------------------------------------------- | ---------------------------------------------------------------------- | ---------------------------------------------------------------------- | ---------------------------------------------------------------------- | ---------------------------------------------------------------------- | ---------------------------------------------------------------------- |
| 17-11-2010                                                             | Parigi                                                                 | Senegal                                                                | 2 – 1                                                                  | Gabon                                                                  | Qual. Coppa d'Africa 2012                                              | -                                                                      |                                                                        |
| 9-2-2011                                                               | Dakar                                                                  | Senegal                                                                | 3 – 0                                                                  | Guinea                                                                 | Amichevole                                                             | 1                                                                      |                                                                        |
| 26-3-2011                                                              | Dakar                                                                  | Senegal                                                                | 1 – 0                                                                  | Camerun                                                                | Qual. Coppa d'Africa 2012                                              | -                                                                      |                                                                        |
| 10-8-2011                                                              | Dakar                                                                  | Senegal                                                                | 0 – 2                                                                  | Marocco                                                                | Amichevole                                                             | -                                                                      |                                                                        |
| 9-10-2011                                                              | Curepipe                                                               | Mauritius                                                              | 0 – 2                                                                  | Senegal                                                                | Qual. Coppa d'Africa 2012                                              | 1                                                                      |                                                                        |
| 11-11-2011                                                             | Mantes-la-Ville                                                        | Senegal                                                                | 4 – 1                                                                  | Guinea                                                                 | Amichevole                                                             | -                                                                      |                                                                        |
| 12-1-2012                                                              | Dakar                                                                  | Senegal                                                                | 1 – 0                                                                  | Sudan                                                                  | Amichevole                                                             | -                                                                      |                                                                        |
| 15-1-2012                                                              | Dakar                                                                  | Senegal                                                                | 1 – 0                                                                  | Kenya                                                                  | Amichevole                                                             | -                                                                      |                                                                        |
| 21-1-2012                                                              | Bata                                                                   | Senegal                                                                | 1 – 2                                                                  | Zambia                                                                 | Coppa d'Africa 2012 - 1º turno                                         | 1                                                                      |                                                                        |
| 25-1-2012                                                              | Bata                                                                   | Guinea Equatoriale                                                     | 2 – 1                                                                  | Senegal                                                                | Coppa d'Africa 2012 - 1º turno                                         | -                                                                      |                                                                        |
| 29-2-2012                                                              | Durban                                                                 | Sudafrica                                                              | 0 – 0                                                                  | Senegal                                                                | Amichevole                                                             | -                                                                      |                                                                        |
| 2-6-2012                                                               | Dakar                                                                  | Senegal                                                                | 3 – 1                                                                  | Liberia                                                                | Qual. Mondiali 2014                                                    | 1                                                                      |                                                                        |
| 9-6-2012                                                               | Kampala                                                                | Uganda                                                                 | 1 – 1                                                                  | Senegal                                                                | Qual. Mondiali 2014                                                    | -                                                                      |                                                                        |
| 8-9-2012                                                               | Abidjan                                                                | Costa d'Avorio                                                         | 4 – 2                                                                  | Senegal                                                                | Qual. Coppa d'Africa 2013                                              | 1                                                                      |                                                                        |
| 13-10-2012                                                             | Dakar                                                                  | Senegal                                                                | 0 – 2                                                                  | Costa d'Avorio                                                         | Qual. Coppa d'Africa 2013                                              | -                                                                      |                                                                        |
| 5-2-2013                                                               | Saint-Leu-la-Forêt                                                     | Senegal                                                                | 1 – 1                                                                  | Guinea                                                                 | Amichevole                                                             | -                                                                      |                                                                        |
| 14-8-2013                                                              | Saint-Leu-la-Forêt                                                     | Zambia                                                                 | 1 – 1                                                                  | Senegal                                                                | Amichevole                                                             | 1                                                                      |                                                                        |
| 7-9-2013                                                               | Dakar                                                                  | Senegal                                                                | 1 – 0                                                                  | Uganda                                                                 | Qual. Mondiali 2014                                                    | -                                                                      |                                                                        |
| 12-10-2013                                                             | Abidjan                                                                | Costa d'Avorio                                                         | 3 – 1                                                                  | Senegal                                                                | Qual. Mondiali 2014                                                    | -                                                                      |                                                                        |
| 16-9-2013                                                              | Casablanca                                                             | Senegal                                                                | 1 – 1                                                                  | Costa d'Avorio                                                         | Qual. Mondiali 2014                                                    | -                                                                      |                                                                        |
| 5-3-2014                                                               | Saint-Leu-la-Forêt                                                     | Senegal                                                                | 1 – 1                                                                  | Mali                                                                   | Amichevole                                                             | -                                                                      |                                                                        |
| 21-5-2014                                                              | Ouagadougou                                                            | Burkina Faso                                                           | 1 – 1                                                                  | Senegal                                                                | Amichevole                                                             | -                                                                      |                                                                        |
| 25-5-2014                                                              | Carouge                                                                | Senegal                                                                | 3 – 1                                                                  | Kosovo                                                                 | Amichevole                                                             | -                                                                      |                                                                        |
| 5-9-2014                                                               | Dakar                                                                  | Senegal                                                                | 2 – 0                                                                  | Egitto                                                                 | Qual. Coppa d'Africa 2015                                              | -                                                                      |                                                                        |
| 10-9-2014                                                              | Gaborone                                                               | Botswana                                                               | 0 – 2                                                                  | Senegal                                                                | Qual. Coppa d'Africa 2015                                              | 1                                                                      |                                                                        |
| 10-10-2014                                                             | Dakar                                                                  | Senegal                                                                | 0 – 0                                                                  | Tunisia                                                                | Qual. Coppa d'Africa 2015                                              | -                                                                      |                                                                        |
| 15-10-2014                                                             | Monastir                                                               | Tunisia                                                                | 1 – 0                                                                  | Senegal                                                                | Qual. Coppa d'Africa 2015                                              | -                                                                      |                                                                        |
| 19-11-2014                                                             | Dakar                                                                  | Senegal                                                                | 3 – 0                                                                  | Botswana                                                               | Qual. Coppa d'Africa 2015                                              | -                                                                      |                                                                        |
| 9-1-2015                                                               | Casablanca                                                             | Senegal                                                                | 1 – 0                                                                  | Gabon                                                                  | Amichevole                                                             | -                                                                      |                                                                        |
| 13-1-2015                                                              | Casablanca                                                             | Senegal                                                                | 5 – 2                                                                  | Guinea                                                                 | Amichevole                                                             | 2                                                                      |                                                                        |
| 19-1-2015                                                              | Mongomo                                                                | Ghana                                                                  | 1 – 2                                                                  | Senegal                                                                | Coppa d'Africa 2015 - 1º turno                                         | -                                                                      |                                                                        |
| 23-1-2015                                                              | Mongomo                                                                | Sudafrica                                                              | 1 – 1                                                                  | Senegal                                                                | Coppa d'Africa 2015 - 1º turno                                         | -                                                                      |                                                                        |
| 27-1-2015                                                              | Malabo                                                                 | Senegal                                                                | 0 – 2                                                                  | Algeria                                                                | Coppa d'Africa 2015 - 1º turno                                         | -                                                                      |                                                                        |
| Totale                                                                 |                                                                        | Presenze                                                               | 33                                                                     |                                                                        | Reti                                                                   | 9                                                                      |                                                                        |

## Palmarès

### Club
- Campionato senegalese: 1

Jeanne d'Arc: 2003
- Qatar Stars League: 1

Al-Sadd: 2005-2006
- Campionato danese: 4

Copenaghen: 2008-2009, 2009-2010, 2010-2011, 2018-2019
- Coppa di Danimarca: 2

Copenaghen: 2008-2009, 2011-2012

### Individuale
- Capocannoniere del campionato danese: 2

2010-2011, 2011-2012